# Leptolaimus danicus
Leptolaimus danicus is een rondwormensoort uit de familie van de Leptolaimidae. De wetenschappelijke naam van de soort is voor het eerst geldig gepubliceerd in 1978 door Jensen.